# سوسری قهوه‌ای
سوسری قهوه‌ای (نام علمی: Periplaneta brunnea) نام یک گونه از سرده پرسه‌زنان است.